# Walter Isaacson
Walter Isaacson (* 20. května 1952 v New Orleans) je americký novinář a spisovatel. V minulosti byl ředitelem CNN a editorem v časopisu Time.

## Život
Svou kariéru začal jako novinář v londýnských Sunday Times, ale už v roce 1978 začal pracovat v časopise Time jako politický dopisovatel. V roce 1996 se stal editorem. O pět let později se stal ředitelem zpravodajské televize CNN.
Ve Washingtonu, D.C. působil jako generální ředitel amerického nezávislého think-tanku Aspen Institute, věnujícího se podpoře politiky založené na hodnotách, myšlenkách a ideálech dobré společnosti, jež propaguje prostřednictvím seminářů a konferencí. Žije v rodném New Orleans a přednáší historii na Tulanově univerzitě.
Autorsky se zabývá literaturou faktu. Napsal mj. životopisy Alberta Einsteina, amerického státníka Benjamina Franklina, Henryho Kissingera či Steva Jobse, který v roce 2011 vyšel také v českém překladu. Pracoval na něm od roku 2005 a jedná se o jedinou autobiografii, na které se Steve Jobs podílel.

## Knihy
- The Wise Men: Six Friends and the World They Made (1986, Simon & Schuster, ISBN 978-1-4516-8322-6) – spoluautor Evan Thomas
- Kissinger: A Biography (1992, Simon & Schuster, ISBN 978-0-671-66323-0)
- Benjamin Franklin: An American Life (2003, Simon & Schuster, ISBN 978-0-684-80761-4)
- Einstein: His Life and Universe (2007, Simon & Schuster, ISBN 978-0-7432-6474-7), česky Einstein: jeho život a vesmír (Paseka 2010)
- American Sketches (2009, Simon & Schuster, ISBN 978-1-4391-8344-1), česky Vůdcové, myslitelé, hrdinové (Práh 2020)
- Steve Jobs (2011, Simon & Schuster, ISBN 978-1-4516-4853-9), česky Steve Jobs (Práh 2011)
- The Innovators: How a Group of Inventors, Hackers, Geniuses, and Geeks Created the Digital Revolution (2014, Simon & Schuster, ISBN 978-1-4767-0869-0), česky Inovátoři (Práh 2015)
- Leonardo da Vinci (2017, Simon & Schuster, ISBN 978-1-5011-3915-4), česky Leonardo da Vinci (Práh 2018)
- The Code Breaker: Jennifer Doudna, Gene Editing, and the Future of the Human Race (2021, Simon & Schuster, ISBN 978-1-9821-1585-2), česky Prolomený kód života (Práh, 2021)
- Elon Musk (2023, Simon & Schuster, ISBN 978-1-9821-8128-4)

## České překlady
- Steve Jobs, překlad Dana Šimonová a Bronislava Bartoňová, Praha: Práh, 2015, ISBN 978-80-7252-588-1, překlad této knihy obdržel překladatelskou anticenu Skřipec za nekvalitní překlad za rok 2015.[2]
- Inovátoři: jak skupinka vynálezců, hackerů, géniů a nadšenců stvořila digitální revoluci, z anglického originálu přeložili Jiří Petrů a Daniela Reischlová, Praha: Práh, 2015, ISBN 978-80-7252-579-9[3]
- Leonardo da Vinci, překlad Tomáš Jeník, Praha: Práh 2018, ISBN 978-80-7252-761-8; kniha získala ocenění Český Bestseller za rok 2018 v kategorii Cena čtenářů. [4]
- Vůdcové, myslitelé, hrdinové: Hledání geniality v esejích Waltera Isaacsona; překlad Tomáš Jeník, Praha: Práh 2020, ISBN 978-80-7252-858-5
- Prolomený kód života: Jennifer Doudnaová, genetické inženýrství a budoucnost lidstva; překlad Tomáš Jeník, Praha: Práh 2021, ISBN 978-80-7252-909-4

## Audioknihy
- Steve Jobs (2012, načetl Martin Stránský), vydal Práh
- Inovátoři (2015, načetl Vladislav Beneš), vydala Audiotéka
- Einstein a jeho život (2016, načetl Vladislav Beneš), vydala Audiotéka
- Leonardo da Vinci (2018, načetl Zbyšek Horák), vydala Audiotéka
- Vůdcové, myslitelé, hrdinové (2020, načetl Jiří Schwarz), vydala Audiotéka
- Prolomený kód života (2022, načetl Ondřej Novák), vydala Audiotéka